# Peter DePaolo

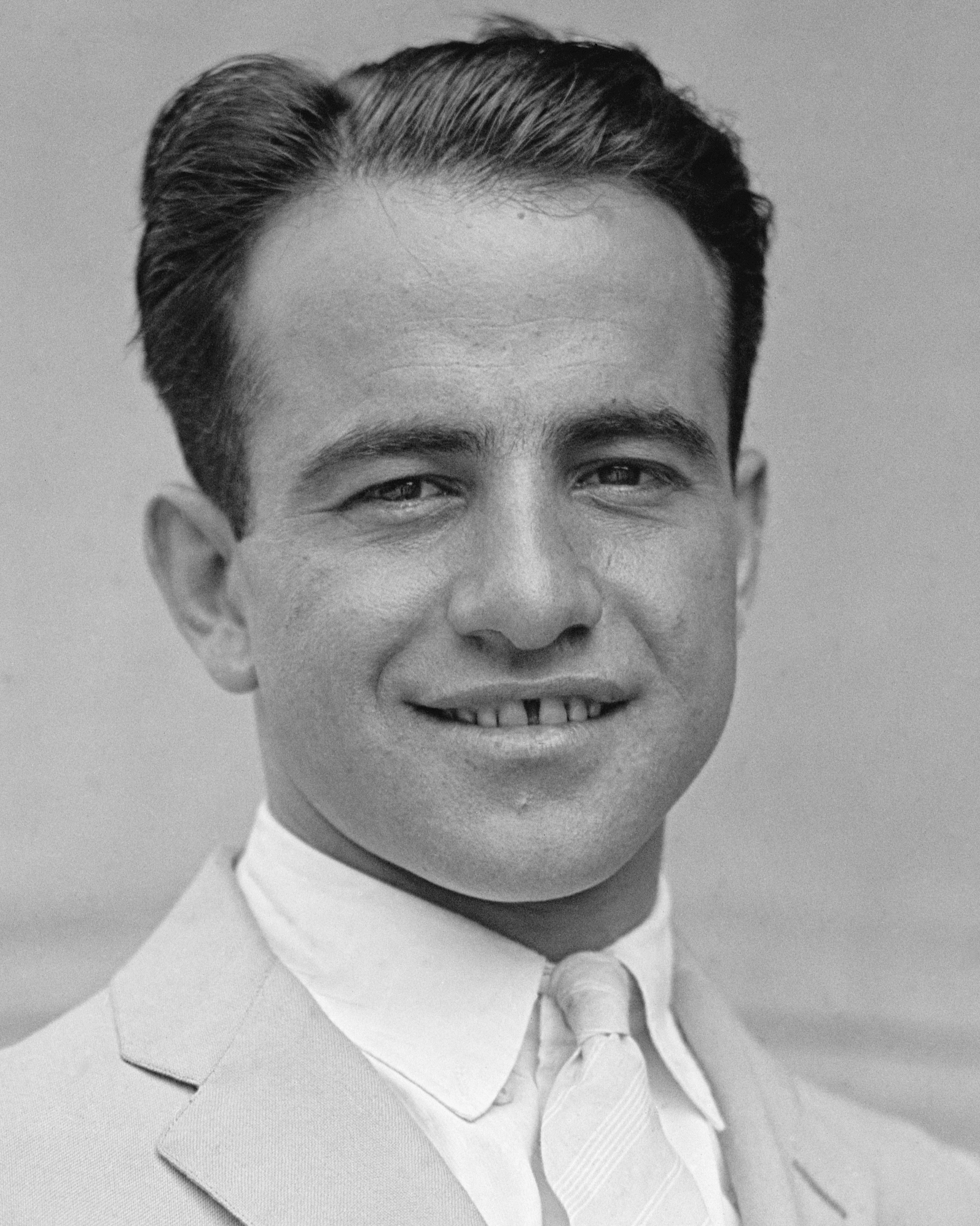
Peter DePaolo, 1925

Peter DePaolo (* 15. April 1898 in Roseland, New Jersey; † 26. November 1980 in Laguna Hills, Kalifornien) war ein US-amerikanischer Automobilrennfahrer.

## Karriere
1919 sah DePaolo sein erstes Autorennen, als sein Onkel Ralph DePalma Louis Chevrolet und Barney Oldfield schlug. Weniger als ein Jahr später war er der Fahrermechaniker für Ralph DePalma bei den 500 Meilen von Indianapolis 1920. Danach begann er, selbst Rennen zu fahren. Er zerstörte fünf seiner ersten sechs Fahrzeuge. Trotzdem wurde ihm 1924 angeboten, dem Duesenberg-Team beizutreten. Im darauffolgenden Jahr gewann er mit einer Durchschnittsgeschwindigkeit von 101,13 mph das Indianapolis 500. Er war damit der Erste, der die 100-Meilen-pro-Stunde-Grenze durchbrach. Im selben Jahr gewann er auch die AAA National Championship.
1927 gründete DePaolo sein eigenes Rennteam und qualifizierte sich als Zweiter für das Indianapolis 500. Im Rennen fiel er allerdings wegen technischer Probleme aus. Er gewann aber die 250-Meilen-Rennen in Altoona und Salem und eroberte abermals die AAA National Championship.
Peter DePaolo fuhr für weitere sieben Jahre Rennen, ohne aber große Erfolge zu erzielen. 1934 wechselte er zur Ecurie Braillard, für die er auf Maserati antrat. Bei seinem ersten Start für das Team, dem Gran Premio de Penya Rhin in Spanien, verunglückte DePaolo schwer und zog sich einen Schädelbruch zu, in dessen Folge er elf Tage im Koma lag.
Bei Kelly Petillos Sieg im Indianapolis 500 1935 war er Teammanager und Fahrzeugbesitzer. Von 1955 bis einschließlich 1957 fungierte DePaolo als Teambesitzer in der NASCAR; in dieser Zeit erzielten seine Fahrer insgesamt 21 Siege und 109 Top-Ten-Platzierungen. Zu Siegen in seinen Teams fuhren hier unter anderen Ralph Earnhardt, Fireball Roberts und Joe Weatherly.
DePaolo starb 1980 im Alter von 82 Jahren. Er wurde im Bellevue Memorial Park in Ontario, Kalifornien begraben. 1995 wurde er in die Motorsports Hall of Fame of America aufgenommen.